# Coniopteryx fumicolor
Coniopteryx fumicolor är en insektsart som beskrevs av Meinander 1972. Coniopteryx fumicolor ingår i släktet Coniopteryx och familjen vaxsländor. Inga underarter finns listade i Catalogue of Life.